# Premio Bialik
El Premio Bialik (en hebreo: פרס ביאליק‎, romanizado: Pras Bialik) es un premio literario otorgado por el Ayuntamiento de Tel Aviv, por logros significativos en el campo de la literatura hebrea. El premio fue establecido el 1 de enero de 1933, con motivo del 60 aniversario del nacimiento de Jaim Najman Bialik. Después de su emigración a Eretz Israel, Bialik eligió Tel Aviv como el lugar de su creación e influyó enormemente en la vida cultural de la ciudad. Es el premio literario activo más antiguo para obras en idioma hebreo. Anteriormente se distribuía anualmente, pero desde 2014 se distribuye cada cuatro años.
El propósito del premio es alentar el trabajo de escritores e investigadores judíos que viven en el Estado de Israel. El primer ganador del Premio de Literatura fue Devorah Baron. La reputación del premio ha crecido con el tiempo, y el Premio Bialik se ha convertido en uno de los premios literarios israelíes más prestigiosos. Los ganadores del Premio de Literatura incluyeron a Nurit Govrin, Aharon Megged, Moshe Dor, Aharon Appelfeld, Yehoshua Kenaz, Meir Wieseltier, Yehuda Amihay, Amos Oz y David Grossman.
Hay dos premios separados: uno para la "literatura", considerada perteneciente al campo de la ficción, y el otro para el "pensamiento judío" (חכמת ישראל). Premiul pentru literatură se acordă pentru poezie, povestiri, romane, piese de teatru, eseuri, literatură pentru copii, biografii etc., iar premiul pentru gândire evreiască pentru orice eseu publicat într-o carte care trate El Premio de Literatura se otorga a poesía, cuentos, novelas, obras de teatro, ensayos, literatura infantil, biografías, etc., y el premio al pensamiento judío por cualquier ensayo publicado en un libro que trate sobre la historia judía, sus enseñanzas, idioma, literatura, país, vida y fe de cualquier período de la existencia del pueblo judío.
Las reglas para otorgar los premios se revisaron en 2015, estableciéndose las siguientes reglas: la concesión del premio se realiza cada cuatro años y no anualmente como antes, una persona no puede recibir este premio más de una vez y los ganadores del Premio Israel no son elegibles para este premio. Según las enmiendas de 2015, se otorgarían tres premios de literatura (uno de los cuales era de literatura infantil) y dos premios de pensamiento judío. El valor del premio se actualiza regularmente de acuerdo con el presupuesto del municipio y se estableció en 2015 en 18,000 nuevos shekels.

## Galardonados
| Año otorgado | Galardonados en "Literatura"                                             | Galardonados en "Pensamiento judío" (חכמת ישראל) |
| ------------ | ------------------------------------------------------------------------ | ------------------------------------------------ |
| 1933         | Devorah Baron Matityahu Shoham                                           | Yehezkel Kaufmann (también en 1956)              |
| 1934         | Shmuel Yosef Agnon                                                       |                                                  |
| 1935         | Avraham Freiman                                                          | Benyamin Menasseh Levin                          |
| 1936         | David Shimoni (también en 1949)                                          | Raphael Patai Moshe Zvi Segal (también en 1950)  |
| 1937         | Jacob Steinberg                                                          | Avraham Kahana                                   |
| 1938         | Ya'akov Cohen                                                            | Baruch Chizik                                    |
| 1939         | Asher Barash Yehuda Burla (también en 1954)                              | Zvi Rudy Melech Zagrodski                        |
| 1940         | Zelda Mishkovsky Shaul Tchernichovsky (también en 1942)                  | Naftali Herz Tur-Sinai                           |
| 1941         | Shalom Yosef Shapira                                                     | Joseph Klausner (también en 1949)                |
| 1942         | Haim Hazaz (también en 1970) Shaul Tchernichovsky (también en 1940)      | Nahum Slouschz                                   |
| 1943         | Aharon Avraham Kabak                                                     | Abraham Polak                                    |
| 1944         | Yehuda Karni Shlomo Zemach                                               | Yeruḥam Fishel Lachower                          |
| 1945         | Jacob Fichman (también en 1953)                                          | Yitzhak Baer                                     |
| 1946         | Gershon Shofman Natan Yonatan                                            | Yehudah Gur (Grazowsky)                          |
| 1947         | Uri Zvi Grinberg (también en 1954 y 1977)                                | Shmuel Abba Hordotzki                            |
| 1948         | Max Brod                                                                 | Jacob Nachum Epstein                             |
| 1949         | David Shimoni (también en 1936)                                          | Joseph Klausner (también en 1941)                |
| 1950         | Shmuel Yosef Agnon (también en 1934)                                     | Moshe Zvi Segal (también en 1936)                |
| 1951         | Zalman Shneur                                                            | David Ben-Gurion (también en 1971)               |
| 1952         | Isaac Dov Berkowitz (también en 1965)                                    | Chaim Yehoshua Kosovski (también en 1934)        |
| 1953         | Jacob Fichman (también en 1945)                                          | Yitzhak Ben-Zvi                                  |
| 1954         | Yehuda Burla (también en 1939) Uri Zvi Grinberg (también en 1947 y 1977) | Nahman Avigad                                    |
| 1955         | Moshe Shamir                                                             | Michael Avi-Yonah Shmuel Yeivin                  |
| 1956         | Zvi Vislevsky                                                            | Yehezkel Kaufmann (también en 1933)              |
| 1957         | Nathan Alterman                                                          | Saul Lieberman                                   |
| 1958         | sin premiación                                                           | Moshe Zilberg                                    |
| 1959         | Avraham Shlonsky Eliezer Steinman                                        | Moshe Meizlish                                   |
| 1960         | sin premiación                                                           | Yosef Braslavy                                   |
| 1961         | Mordechai Ben Yehezkel                                                   | Martin Buber                                     |
| 1962         | Baruch Kurzweil                                                          | Yosef Qafih (Kapach) (también en 1973)           |
| 1963         | sin premiación                                                           | Yehoshua Gutman                                  |
| 1964         | Yocheved Bat-Miriam                                                      | Avraham Ya’ari                                   |
| 1965         | Isaac Dov Berkowitz (también en 1952)                                    | Yehuda Ratzaby (también en 1979)                 |
| 1966         | Israel Efrat Zalman Shazar                                               | Shraga Abramson                                  |
| 1967         | Shimon Halkin                                                            | Abba Bendavid                                    |
| 1968         | Ezra Zussman                                                             | Gezel Kressel                                    |
| 1969         | Aharon Reuveni                                                           | Hanoch Albeck                                    |
| 1970         | Haim Hazaz (también en 1942)                                             | Nechemia Aloni                                   |
| 1971         | Amir Gilboa                                                              | David Ben-Gurion (también en 1951)               |
| 1972         | Abraham Regelson                                                         | Yeshayahu Tishbi                                 |
| 1973         | Avraham Kariv Aharon Megged                                              | Yosef Qafih (Kapach) (también en 1962)           |
| 1974         | Israel Cohen                                                             | Yehuda Komlosh                                   |
| 1975         | Haim Gouri                                                               | sin premiación                                   |
| 1976         | Yehuda Amichai Yeshurun Keshet                                           | Benyamin Kosovski                                |
| 1977         | Uri Zvi Grinberg (también en 1947 y 1954)                                | Gershom Scholem                                  |
| 1978         | Abba Kovner Zelda                                                        | Yehoshua Ben-Arieh Aaron Mirski                  |
| 1979         | Aharon Appelfeld Avot Yeshurun                                           | Yitzhak Raphael Yehuda Ratzaby (también en 1965) |
| 1980         | Dov Sadan                                                                | Dan Miron                                        |
| 1981         | Zrubavel Gilad Yehoshua Tan-Pi                                           | Avraham Even-Shoshan Zev Vilnay                  |
| 1982         | Nathan Zach                                                              | Israel Levin                                     |
| 1983         | Nisim Aloni Ozer Rabin                                                   | Ephraim Urbach Nechama Leibowitz                 |
| 1984         | Yehoshua Bar-Yosef David Shahar                                          | Mordechai Breuer                                 |
| 1985         | Hanoch Bartov Shlomo Tanai                                               | Hillel Barzel David Weiss Halivni Shlomo Pines   |
| 1986         | Yitzhak Auerbuch-Orpaz Amos Oz                                           | Ezra Fleischer                                   |
| 1987         | Moshe Dor Dahlia Ravikovitch                                             | Gershon Shaked                                   |
| 1988         | Nathan Shaham                                                            | Israel Eldad Zvi Meir Rabinovitz                 |
| 1989         | Avner Treinin A. B. Yehoshua                                             | Shmuel Abramski Shlomo Morag                     |
| 1990         | T. Carmi Pinchas Sadeh                                                   | Menachem Dorman Aryeh Kasher                     |
| 1991         | S. Yizhar                                                                | Mordechai Altshuler Nathan Rotenstreich          |
| 1992         | Gabriel Preil                                                            | sin premiación                                   |
| 1993         | David Avidan Amalia Kahana-Carmon                                        | Yonah Frenkel Moshe Idel                         |
| 1994         | Hanoch Levin Meir Wieseltier                                             | Benjamin Pinkus                                  |
| 1995         | sin premiación                                                           | sin premiación                                   |
| 1996         | Yehudit Handel Ya'akov Orland                                            | Avraham Grossman Yehuda Liebes                   |
| 1997         | Yehoshua Kenaz                                                           | sin premiación                                   |
| 1998         | Nurit Govrin Ephraim Kishon Aryeh Sivan                                  | Aharon Dotan Eliezer Goldman Menahem Haran       |
| 1999         | Aharon Almog Yoram Kaniuk Nurit Zarchi                                   | sin premiación                                   |
| 2002         | Haim Be'er Maya Bejerano Yoel Hoffman Miriam Roth                        | Dov Noy Israel M. Ta-Shma Israel Jacob Yuval     |
| 2004         | David Grossman Haya Shenhav Ephraim Sidon                                | Moshe Kosovski Mendel Pikaz Uriel Simon          |
| 2006         | Ruth Almog Raquel Chalfi Uri Orlev                                       | Yosef Gorny Chava Turniansky                     |
| 2008         | Oded Burla Israel Eliraz Yeshayahu Koren                                 | Ezra Mendelsohn David Vital                      |
| 2010         | Lea Aini Shlomit Cohen-Assif Mordechai Geldman                           | Devorah Dimant Immanuel Etkes                    |
| 2022         | Dror Burstein Yael Globerman Tzipor Frumkin                              | Avi Sagi Ziva Shamir                             |